# ブラックバーン山

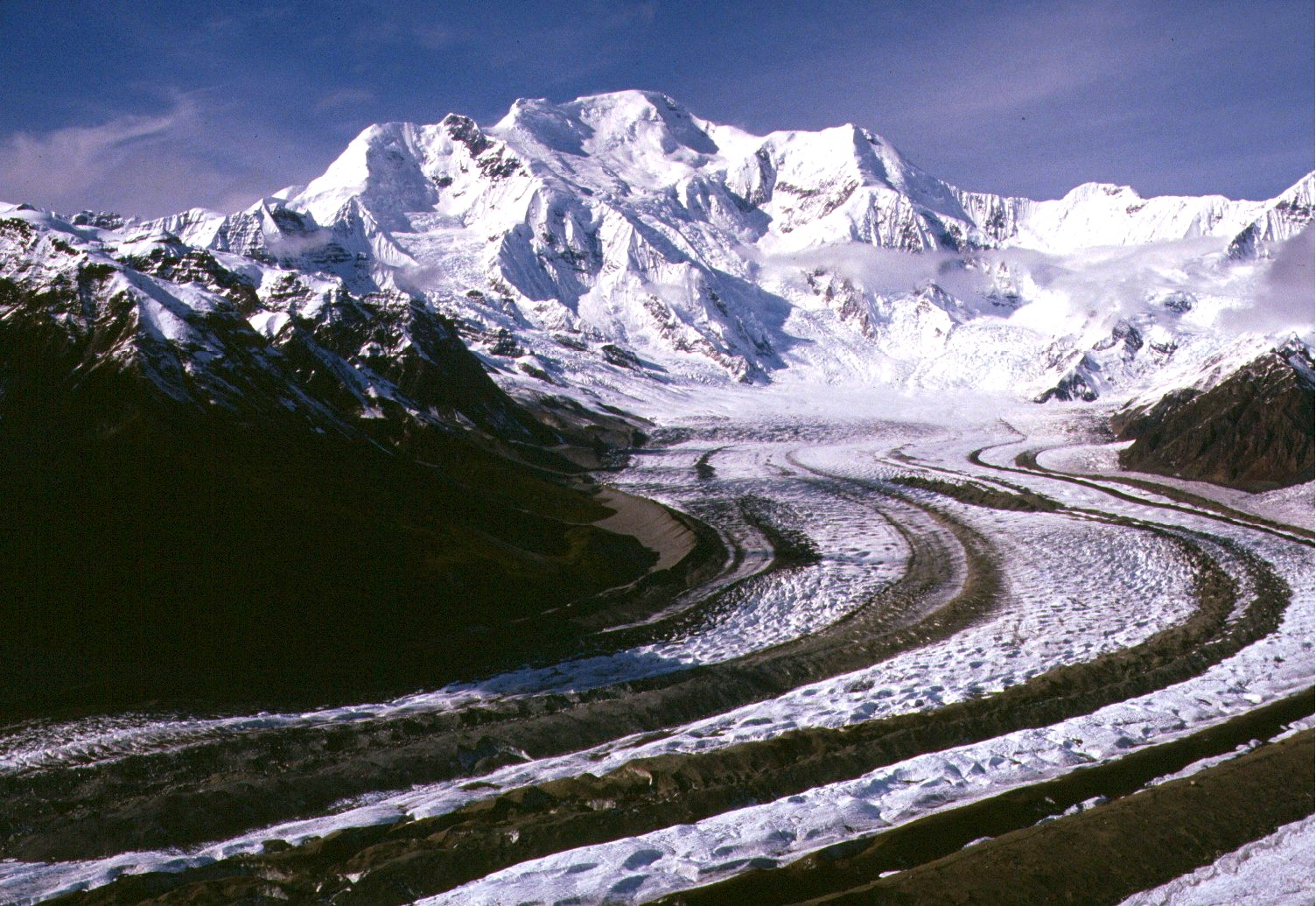
ブラックバーン山

ブラックバーン山（Mt. Blackburn）とは、北アメリカ大陸の北西部に存在する山の1つである。500万年前から340万年前にできたと考えられている古い盾状火山なので侵食が進んでいるものの、未だに5000m近い標高を誇り、山麓には氷河も存在する。なお、行政区分では、アメリカ合衆国のアラスカ州に属する。また、この山も含めた一帯は、1979年からはUNESCOの世界遺産に登録されており、1980年からはアラスカ州政府からランゲル・セントイライアス国立公園にも指定されている。

## 概要
ブラックバーン山は、おおよそ北緯61度43分、西経143度25分付近に位置する。ブラックバーン山はランゲル山地（Wrangell Mountains）に属する山の1つで、現在、その山頂の標高は4996mを誇り、ランゲル山地の中では最も標高の高い山である。この山頂の標高は、アメリカ合衆国内でも5本の指に入る高さで

、北アメリカ大陸でも12番目の高さである。またブラックバーン山は楯状火山として誕生した山だが、火山活動の結果として誕生した山としては、アメリカ合衆国内ではブラックバーン山の近くに位置するボナ山に次いで2番目に高く、北アメリカ大陸でも5番目に高いことが知られている。このように高緯度地方にある標高の高い山であるため、この山は万年雪に覆われ、氷河も存在する。主要な氷河としては、2006年現在だいたい南東方向へと約43kmに渡って流れているケニコット氷河（Kennicott Glacier）、2010年現在北の方向へと約85kmにも渡って流れているナベスナ氷河（Nabesna Glacier）、2011年現在だいたい南西方向へと約24kmほど流れているクスクラナ氷河（Kuskulana Glacier）
が挙げられる

。
ちなみに、これらの氷河の終端部で溶けた水は、それぞれ、ケニコット川（Kennicott River）、ナベスナ川（Nabesna River）、クスクラナ川（Kuskulana River）となって流れていっている。

## 名称の由来
この山の「ブラックバーン」という名称は、アメリカ合衆国の元軍人でケンタッキー州から1885年に選出された上院議員のジョセフ・クレイ・ステイルズ・ブラックバーン（Joseph Clay Stiles Blackburn）に因んだものである。ただし、この山を「ブラックバーン」と名付けたのも1885年なのだが、「ブラックバーン」と命名を行ったのは、この当時アメリカ合衆国の軍人であった、Lt. HenryとT. Allenという別の人物である。

## 初登頂について
ブラックバーン山の最高点は、元々は山の東部にあるケネディー・ピーク（Kennedy Peak）と呼ばれる場所であるとされていた。この場所の初登頂に成功したのは、1912年のことで、ドーラ・キーン（Dora Keen）とジョージ・ハンディ（George Handy）の2人によるパーティだとされている。なお、この時選択されたルートは、山の南東側からのケニコット氷河を経由したルートだったと言われている。そして、当時の新聞ではこの2人がブラックバーン山の最高点への初登頂に成功したと報道された。しかし、そもそもこのケネディー・ピークの標高は4964mしかなく、正しい最高点ではなかった。ブラックバーン山の正しい最高点である標高4996m地点への初登頂に成功したのは、1958年5月30日のことで、ブルース・ギルバート（Bruce Gilbert）、ディック・ワルストロン（Dick Wahlstrom）、ハンス・モーサー（Hans Gmoser）、アドルフ・ビターリッチ（Adolf Bitterlich）、レオン・ブルーマー（Leon Blumer）の5人パーティーによるものとされている。なお、この時選択されたルートは、山の北側からのナベスナ氷河を経由したルートだったと言われている。ただし、これについても、1960年代になって新しい地図が発行されるまでは、ブラックバーン山の西部に2箇所の最高点が存在していることが知られていなかったこともあり、初登頂が誰であるかについては異説もあってハッキリしない。

## 登山ルートについて
今日、ブラックバーン山への標準的な登山ルートとなっているのは、ナベスナ氷河を経由した、山の北側からのルートである。このナベスナ氷河の、おおよそ標高2200mの場所を滑走路として利用して、ここから山頂へ登ることが普通となっている。